# توني ريتر
توني ريتر (بالألمانية: Toni Ritter)‏ هو لاعب هوكي الجليد ألماني، ولد في 6 فبراير 1990 في باد موسكاو في ألمانيا.

## وصلات خارجية
- توني ريتر على موقع دوري الهوكي الوطني (الإنجليزية)
- توني ريتر على موقع EliteProspects.com (الإنجليزية)
- توني ريتر على موقع Eurohockey.com (الإنجليزية)
- توني ريتر على موقع HockeyDB.com (الإنجليزية)